# Monaster Przemienienia Pańskiego w Mohylewie
Monaster Przemienienia Pańskiego – prawosławny męski klasztor w Mohylewie, powstały na początku XVI w., istniejący do 1918 r., zniszczony w czasie II wojny światowej i w kolejnym dziesięcioleciu.

## Historia
Monaster został ufundowany na początku XVI w., wzmianki o jego istnieniu występują w korespondencji Zygmunta I Starego, Stefana Batorego oraz Zygmunta III Wazy. Monasterska cerkiew Przemienienia Pańskiego pierwszy raz wymieniona jest w dokumentach w 1478, a przechowywana w niej ikona patronalna uważana była za opiekunkę Mohylewa i okolic. W 1594 na miejscu pierwszej świątyni wzniesiono nową, również drewnianą. W latach 1600–1621 przy klasztorze działała szkoła dla dzieci członków mohylewskiego bractwa prawosławnego.
W 1618 r. monaster Przemienienia Pańskiego został przekazany unitom. Decyzja ta wywołała protesty miejscowej ludności prawosławnej. Spór o świątynię trwał kilkanaście lat; prawosławni mieszczanie mohylewscy w jego toku usiłowali nawet siłą zmusić zakonników unickich do opuszczenia przyznanych im przez władze świeckie budynków. Przed swoją elekcją królewicz Władysław zobowiązał się do przekazania monasteru prawosławnym, jednak w 1635 r., wbrew tym ustaleniom, potwierdził prawa unitów do budynków klasztornych. Ostatecznie prawosławni odzyskali monaster w 1650, oddając w zamian jedną z cerkwi w Mińsku, cerkiew Podwyższenia Krzyża Pańskiego w Mohylewie oraz wsie Borsuki, Pieczersk i Tarasowicze w powiecie orszańskim. W tym samym roku król Jan Kazimierz potwierdził ich wyłączne prawa do klasztoru, uznając go za część majątku należnego biskupom białoruskim. Pieczersk de facto pozostawał w rękach prawosławnych jeszcze przez 24 lata, gdyż na terenie wsi znajdowała się rezydencja biskupa mohylewskiego, mścisławskiego i orszańskiego (białoruskiego) tego wyznania. Dopiero w 1674 biskup Teodozjusz Wasilewicz uczynił swoją siedzibą właśnie monaster Przemienienia Pańskiego.
W 1708 główna cerkiew klasztorna spłonęła i przez kolejne kilkadziesiąt lat nabożeństwa na potrzeby klasztoru oraz prawosławnych wiernych świeckich odbywały się w tymczasowo zaadaptowanym pomieszczeniu. Dzięki darowi carycy rosyjskiej Anny w 1740 rozpoczęto budowę murowanej cerkwi pod tym samym wezwaniem, co cały monaster, jednak w 1748 na skutek pożaru budowla ta uległa całkowitemu zniszczeniu. Do jej odbudowy przystąpił siedem lat później nowy biskup mohylewski Jerzy, angażując w tym celu wileńskiego architekta Jana Krzysztofa Glaubitza. Gotowa cerkiew została oddana do użytku liturgicznego w 1762. Swoim stylem nawiązywała do baroku ukraińskiego, według innego źródła była przykładem architektury baroku wileńskiego, z wyraźnymi nawiązaniami do starszych budowli sakralnych w Mohylewie. Do 1802 świątynia ta była katedrą eparchii białoruskiej (następnie mohylewskiej i mścisławskiej).
Do końca XVIII w. na terenie monasteru znajdowała się siedziba ordynariuszy tejże eparchii, również wzniesiona przez Glaubitza w latach 1762–1785.
Monaster funkcjonował do 1918, następnie został zamknięty. Dawny pałac biskupi w okresie radzieckim został zamieniony na mieszkania. Cerkiew Przemienienia Pańskiego, podobnie jak budynki mieszkalne dla mnichów, została zrujnowana w czasie II wojny światowej i nie została odbudowana po zakończeniu konfliktu. W latach 50. XX wieku ruiny całkowicie rozebrano, a na ich miejscu powstał budynek administracyjny. W tym samym czasie i w podobnych okolicznościach zniszczony został również drugi powstały w XVI w. mohylewski klasztor prawosławny – monaster Objawienia Pańskiego. Po upadku ZSRR eparchia mohylewska i mścisławska odzyskała jedynie dawną rezydencję biskupią.